# Авербух, Владимир Борисович
Владимир Борисович Авербух (1889, Березино, Минская губерния — 27 июля 1941, Москва) — политический деятель, арабист-политолог, экономист и журналист. Младший брат А. Б. Хашина.

## Биография
Родился в обеспеченной мещанской семье. Принимал активное участие в революции 1905. Под влиянием старшего брата Александа Хашина вступил в «Поалей Цион». Во время Первой мировой войны был призван в армию, попал в австрийский плен. После революции 1917 возглавлял левое крыло «Поалей Цион» на Украине, которое в 1919 конституировалось как Еврейская коммунистическая партия (Поалей Цион).
С 1922 — в Эрец-Исраэль. Был соучредителем «Ахдут ха-Авода», которая изменила своё название в 1922 на Коммунистическая партия Палестины (в 1923—1930 её генеральный секретарь). Был первым еврейским коммунистическим деятелем, установившим связи с арабами Шхема и Назарета. Сотрудничал в коммунистической прессе под псевдонимом «Абу-Сион». Благодаря его контактам с арабскими деятелями левого спектра последние не участвовали в антиеврейских беспорядках 1929 года.
В 1930 за свою деятельность был выслан британцами в Советский Союз. В 1931—1935 сотрудник Восточного секретариата ИККИ, координировал деятельность компартий Палестины и Египта. В 1935—1936 — зам. председателя Краевого совета профсоюзов Северо-Кавказского края, там арестован НКВД. Арестован 8 июня 1936. 1 нояб. 1936 приговорен ОСО при НКВД СССР по обвинению в шпионаже к 5 годам ИТЛ. Содержался в Соловецкой тюрьме. В апреле 1939 этапирован в Москву. 6 июля 1941 ВК ВС СССР приговорен к ВМН (шпионаж, КРТО). Расстрелян 27 июля 1941. Реабилитирован ВК ВС СССР 28 мая 1957.

## Публикации
- «Положение в Палестине» // КИ. 1924. № 3/4. С. 411—424;
- «Положение крестьян в Палестине» // КИ. 1924. № 10/12. С. 86-99;
- «Современная Палестина и ее рабочее движение» // КИП. 1924. № 2/3. С. 235—239;
- «Фашизм в Палестине» // КИП. № 4. С. 390—391;
- «Национальный вопрос в профсоюзном движении Египта» // КИП. № 5. С. 463—467;
- «Социально-экономическое содержание политического кризиса в Египте» // МХиМП. 1927. № 10/11. С. 105—116;
- «Аграрный вопрос в Сирии и Палестине: Доклады Абузьяма и Али-Тарика» [на секции вост. стран при кабинете крест. движений в Междунар. Агр. ин-те] // АП. 1927. № 2. С. 193—195; (Абузиам).
- «Феллахско-бедуинское восстание в Палестине» // НВ. 1930. № 28. С. 32-45; (Абузиам).
- «Восстание в Палестине». М., 1930; (Абузиам). Письмо в редакцию // НВ. 1930. № 29. С. 266—267